# Al-Mundhir Kordopski
Al-Mundhir (arapski المنذر بن محمد بن عبدالرحمن; o. 842. – 888.) bio je kordopski emir od 886. do 888. godine. 
Član omejidske dinastije Al-Andalusa, al-Mundhir je bio sin emira Muhameda I., kojeg je i naslijedio. Al-Mundhir je rođen u Córdobi.
Godine 888., al-Mundhir je umro te ga je naslijedio polubrat Abdullah, koji je možda dao ubiti al-Mundhira.